# Remo en los Juegos Suramericanos de 2014: M1x
La prueba de remos cortos individual masculina en Santiago 2014 se llevó a cabo el 9 de marzo de 2014 en la Laguna de Curauma, Región de Valparaíso. Participaron en la prueba 5 remadores.

## Resultados
| Rank              | Calle | Nacionalidad | Remador           | Tiempo Total | Diferencia |
| ----------------- | ----- | ------------ | ----------------- | ------------ | ---------- |
| Medalla de oro    | 1     | Argentina    | Brian Rosso       | 7:15.69      |            |
| Medalla de plata  | 3     | Chile        | Bernardo Guerrero | 7:16.43      | +00:00.74  |
| Medalla de bronce | 5     | Perú         | Victor Aspillaga  | 7:17.90      | +00:02.21  |
| 4                 | 2     | Venezuela    | Jackson Vincent   | 7:35.14      | +00:19.45  |
| 5                 | 4     | Paraguay     | Arturo Rivarola   | 7:57.31      | +00:41.62  |